# Vida Anim
Vida Anim (née le 7 décembre 1983 à Accra) est une athlète ghanéenne spécialiste du 100 et du 200 mètres. 

## Biographie
Elle se révèle durant la saison 2000 en se classant quatrième du 100 m et troisième du 200 m lors des Championnats du monde juniors disputés à Santiago du Chili. Pour ses premiers Jeux olympiques elle participe au relais ghanéen demi-finaliste en 43 s 19, un record national.
En 2003, elle obtient deux médailles lors des Jeux africains de 2003 (le bronze sur 100 m et l'argent sur 200 m), puis est éliminée en demi-finale du 200 m lors des Championnats du monde de Paris. 
Le 31 juillet 2004, elle bat le record du Ghana du 100 m en 11 s 17 lors du KBC Night of Athletics de Heusden. Le précédent record était détenu depuis 2000 par Vida Nsiah en 11 s 18. Aux Jeux olympiques elle remporte sa série en 11 s 14, un nouveau record national, mais doit abandonner en quart de finale à cause d'une douleur à la cuisse.
En 2006, Vida Anim s'adjuge les deux titres du sprint court des 15e Championnats d'Afrique se déroulant à Bambous, établissement respectivement en finale 11 s 58 sur 100 m et 22 s 90 sur 200 m. Sélectionnée dans l'équipe d'Afrique lors de la Coupe du monde des nations se déroulant en fin de saison 2006 à Athènes, la Ghanéenne réussit l'exploit de terminer troisième lors de ses trois courses (100, 200 et relais 4 × 100 m).
En 2007, Vida Anim remporte la médaille d'or du relais 4 × 100 m des Jeux africains après avoir obtenu le bronze sur 100 m et l'argent sur 200 m. Éliminée au deuxième tour des séries durant les mondiaux d'Osaka, elle décroche deux médailles d'argent lors des Championnats d'Afrique 2008, sur 100 m et au titre du relais 4 × 100 m. L'année suivante, la sprinteuse ghanéenne participe aux Championnats du monde de Berlin. Elle franchit les deux premiers tours sur 100 et 200 m mais est éliminée lors des demi-finales.

### Palmarès
| Date | Compétition                   | Lieu              | Place | Épreuve   |         |
| ---- | ----------------------------- | ----------------- | ----- | --------- | ------- |
| 2000 | Championnats d'Afrique        | Alger             | 1re   | 4 x 100 m | 43 s 99 |
| 2000 | Championnats du monde juniors | Santiago du Chili | 4e    | 100 m     |         |
| 2000 | Championnats du monde juniors | Santiago du Chili | 3e    | 200 m     |         |
| 2003 | Jeux africains                | Abuja             | 3e    | 100 m     |         |
| 2003 | Jeux africains                | Abuja             | 2e    | 200 m     |         |
| 2006 | Jeux du Commonwealth          | Melbourne         | 6e    | 200 m     |         |
| 2006 | Championnats d'Afrique        | Bambous           | 1re   | 100 m     |         |
| 2006 | Championnats d'Afrique        | Bambous           | 1re   | 200 m     |         |
| 2006 | Coupe du monde des nations    | Athènes           | 3e    | 100 m     |         |
| 2006 | Coupe du monde des nations    | Athènes           | 3e    | 200 m     |         |
| 2006 | Coupe du monde des nations    | Athènes           | 3e    | 4 × 100 m |         |
| 2007 | Jeux africains                | Alger             | 3e    | 100 m     |         |
| 2007 | Jeux africains                | Alger             | 2e    | 200 m     |         |
| 2007 | Jeux africains                | Alger             | 1re   | 4 × 100 m |         |
| 2008 | Championnats d'Afrique        | Addis-Abeba       | 2e    | 100 m     |         |
| 2008 | Championnats d'Afrique        | Addis-Abeba       | 2e    | 4 × 100 m |         |
| 2011 | Jeux africains                | Maputo            | 2e    | 4 × 100 m |         |

### Records
- 60 m - 7 s 18 (2004)
- 100 m - 11 s 14 (2004) - record national.
- 200 m - 22 s 81 (2006)